# Comuna Matei, Bistrița-Năsăud
Matei (în maghiară: Szentmáté, în germană: Mathezdorf) este o comună în județul Bistrița-Năsăud, Transilvania, România, formată din satele Bidiu, Corvinești, Enciu, Fântânele, Matei (reședința) și Moruț.

## Monumente
- Biserica Sfinții Arhangheli Mihail și Gavriil (fosta biserică evanghelică) din satul Corvinești, construcție secolul al XV-lea, monument istoric
- Ruinele biserici evanghelice din satul Moruț, construcție secolul al XV-lea, monument istoric
- Biserica de lemn din satul Fântânele
- Biserica de lemn din satul Moruț
- Castelul "Haller" din satul Matei
- Biserica reformată din Matei

## Demografie
Componența etnică a comunei Matei
     Români (51,84%)
     Maghiari (36,49%)
     Romi (3,56%)
     Alte etnii (0,69%)
     Necunoscută (7,42%)
Componența confesională a comunei Matei
     Ortodocși (47,26%)
     Reformați (33,7%)
     Penticostali (5,83%)
     Greco-catolici (1,63%)
     Romano-catolici (1,2%)
     Alte religii (2,87%)
     Necunoscută (7,5%)
Conform recensământului efectuat în 2021, populația comunei Matei se ridică la 2.332 de locuitori, în scădere față de recensământul anterior din 2011, când fuseseră înregistrați 2.563 de locuitori. Majoritatea locuitorilor sunt români (51,84%), cu minorități de maghiari (36,49%) și romi (3,56%), iar pentru 7,42% nu se cunoaște apartenența etnică. Din punct de vedere confesional, cei mai mulți locuitori sunt ortodocși (47,26%), cu minorități de reformați (33,7%), penticostali (5,83%), greco-catolici (1,63%) și romano-catolici (1,2%), iar pentru 7,5% nu se cunoaște apartenența confesională.

## Politică și administrație
Comuna Matei este administrată de un primar și un consiliu local compus din 11 consilieri. Primarul, Octavian-Lucian Pop[*], de la Partidul Social Democrat, este în funcție din 1 noiembrie 2024. Începând cu alegerile locale din 2024, consiliul local are următoarea componență pe partide politice:
|  | Partid                                 | Consilieri | Componența Consiliului | Componența Consiliului | Componența Consiliului | Componența Consiliului | Componența Consiliului |
|  | -------------------------------------- | ---------- | ---------------------- | ---------------------- | ---------------------- | ---------------------- | ---------------------- |
|  | Partidul Social Democrat               | 5          |                        |                        |                        |                        |                        |
|  | Uniunea Democrată Maghiară din România | 3          |                        |                        |                        |                        |                        |
|  | Partidul Național Liberal              | 3          |                        |                        |                        |                        |                        |

## Imagini

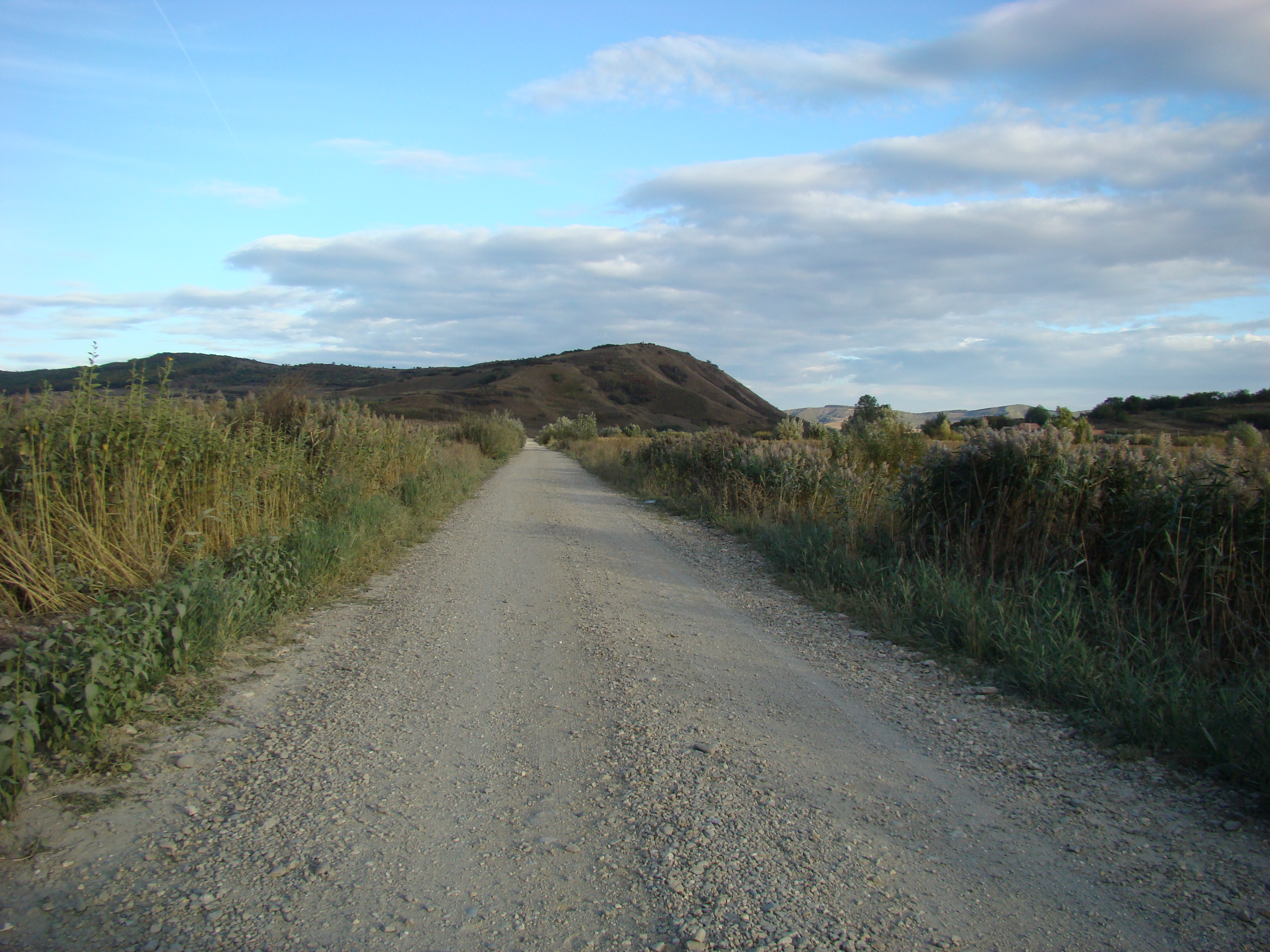
Drumul spre Bidiu
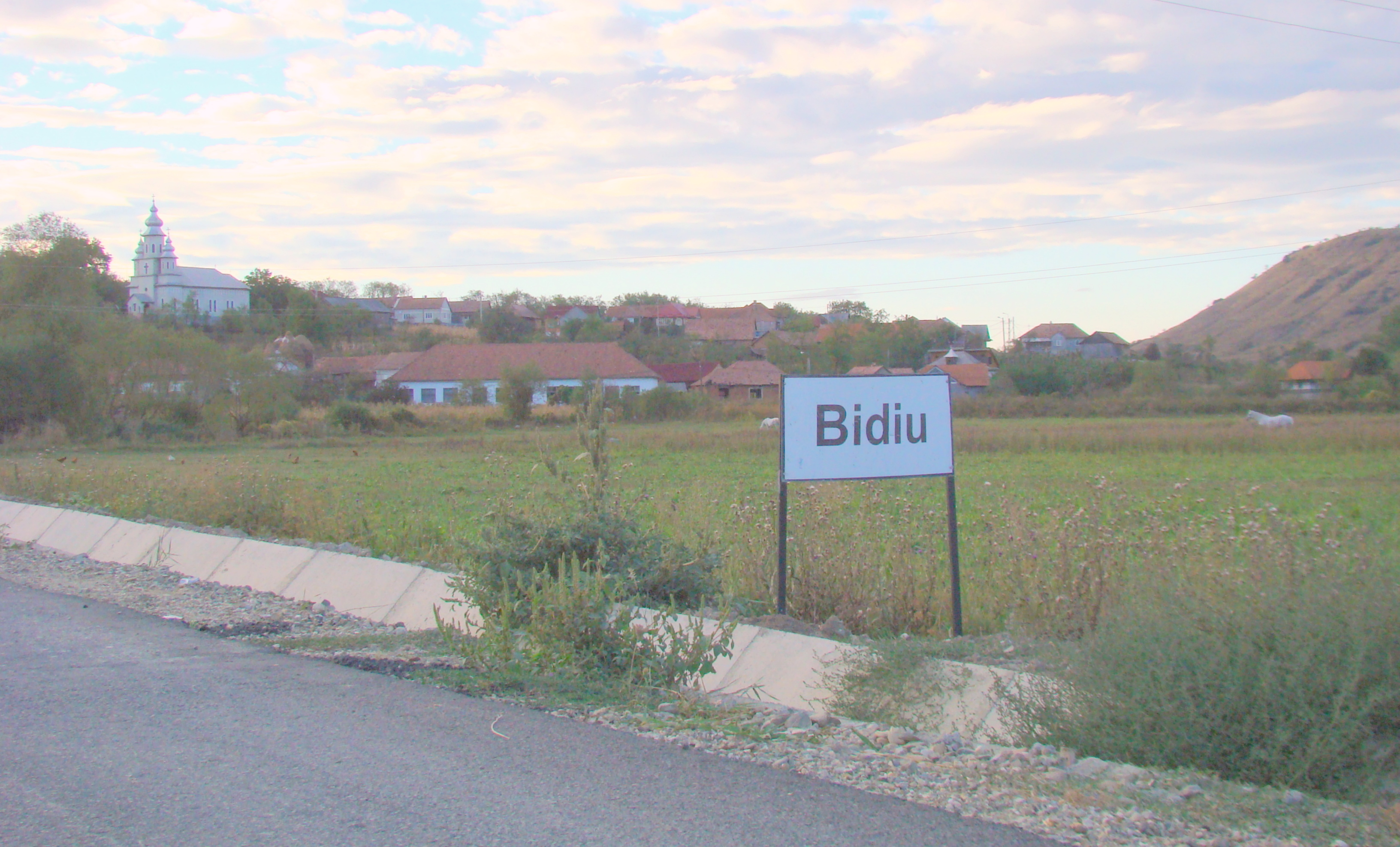
Satul Bidiu
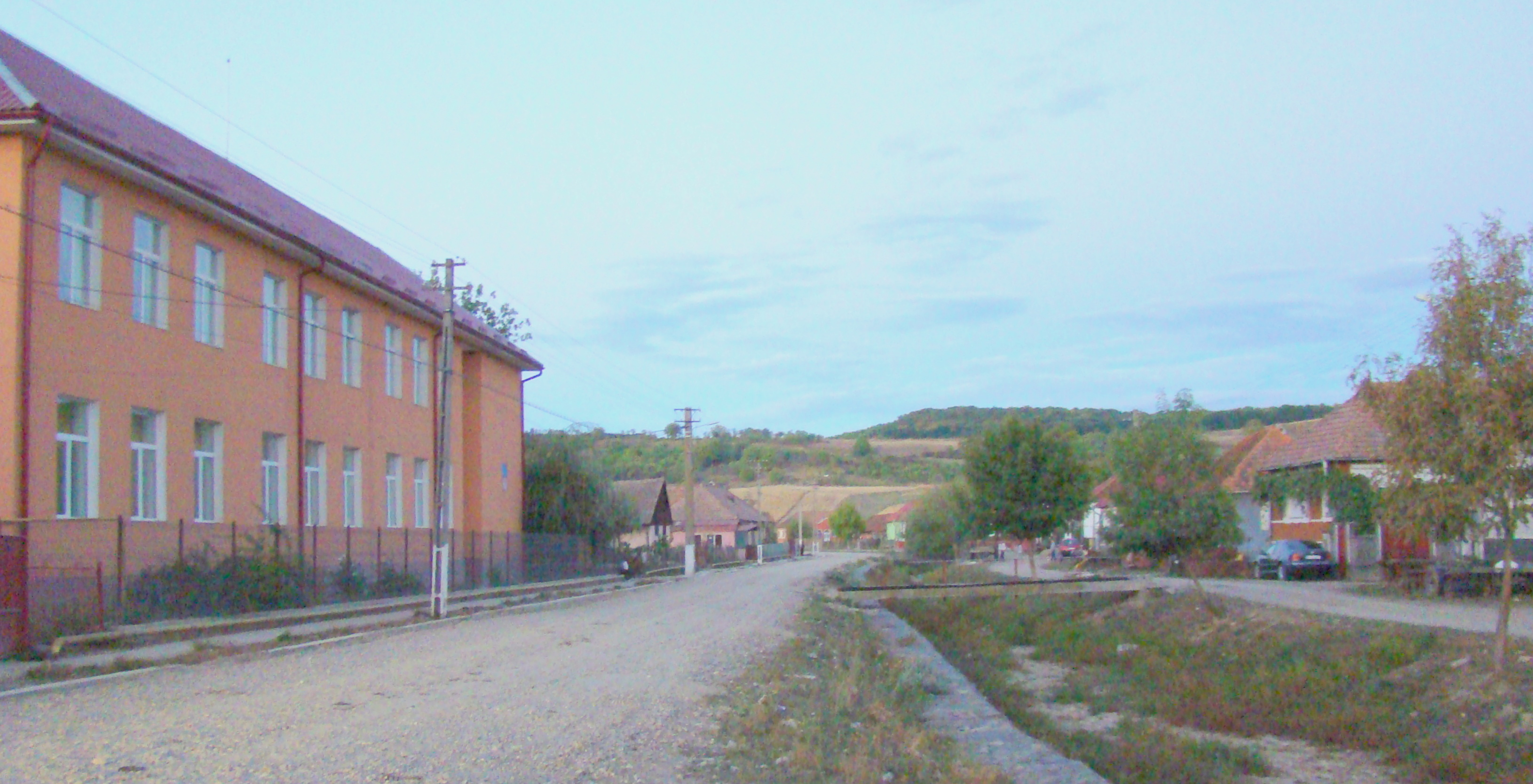
Satul Corvinești
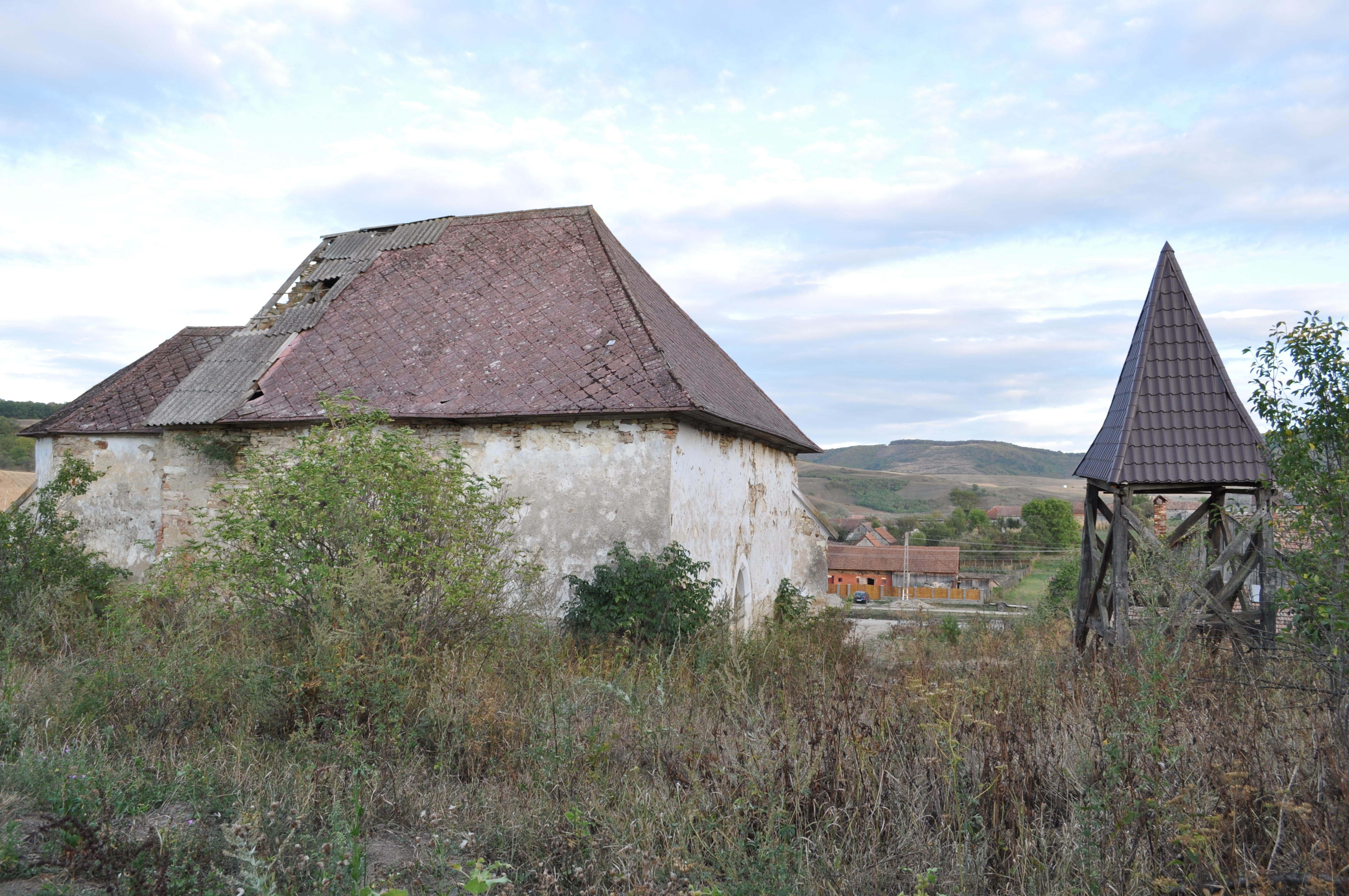
Fosta biserică luterană (monument istoric)
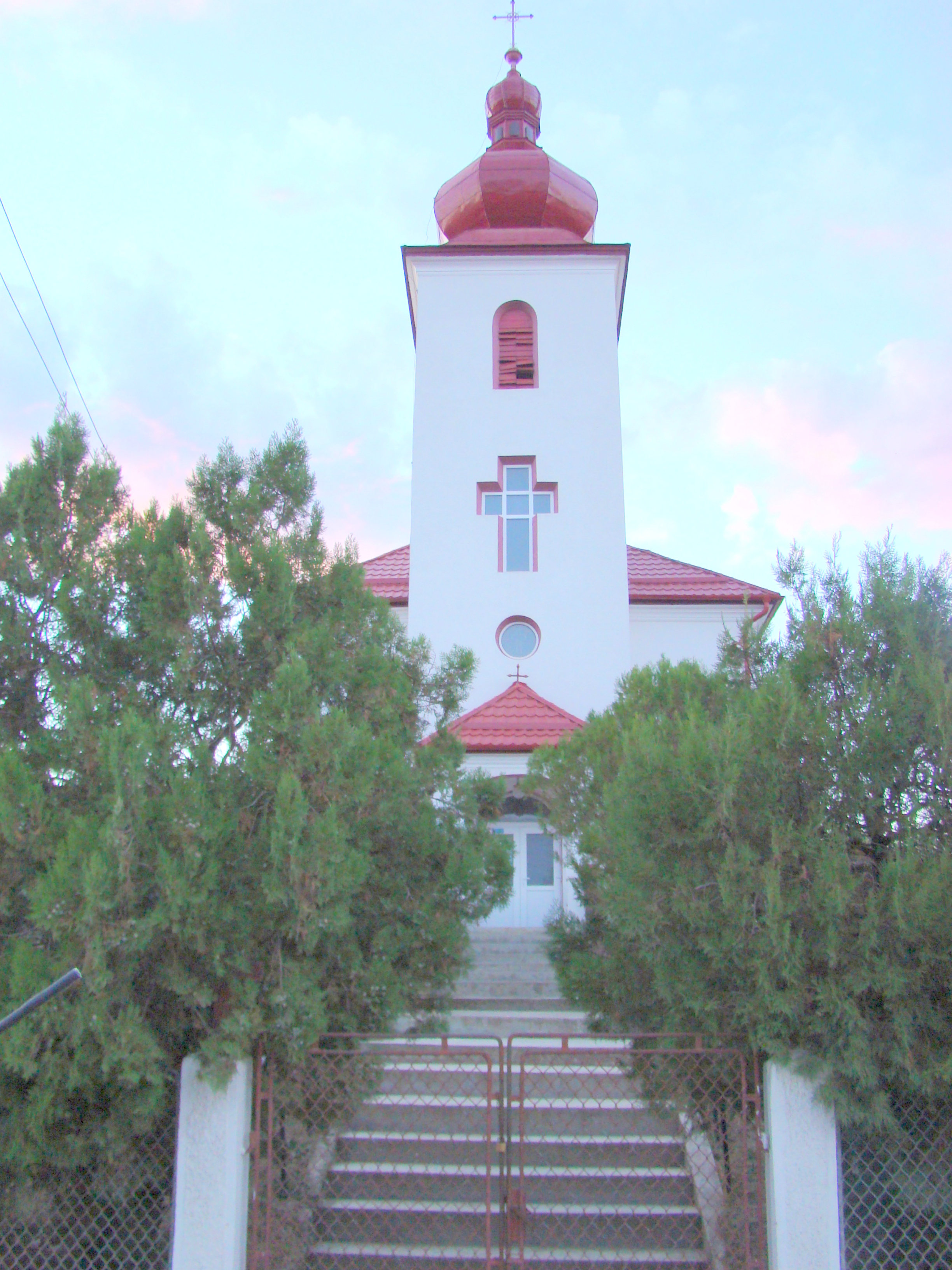
Biserica ortodoxă din Corvinești
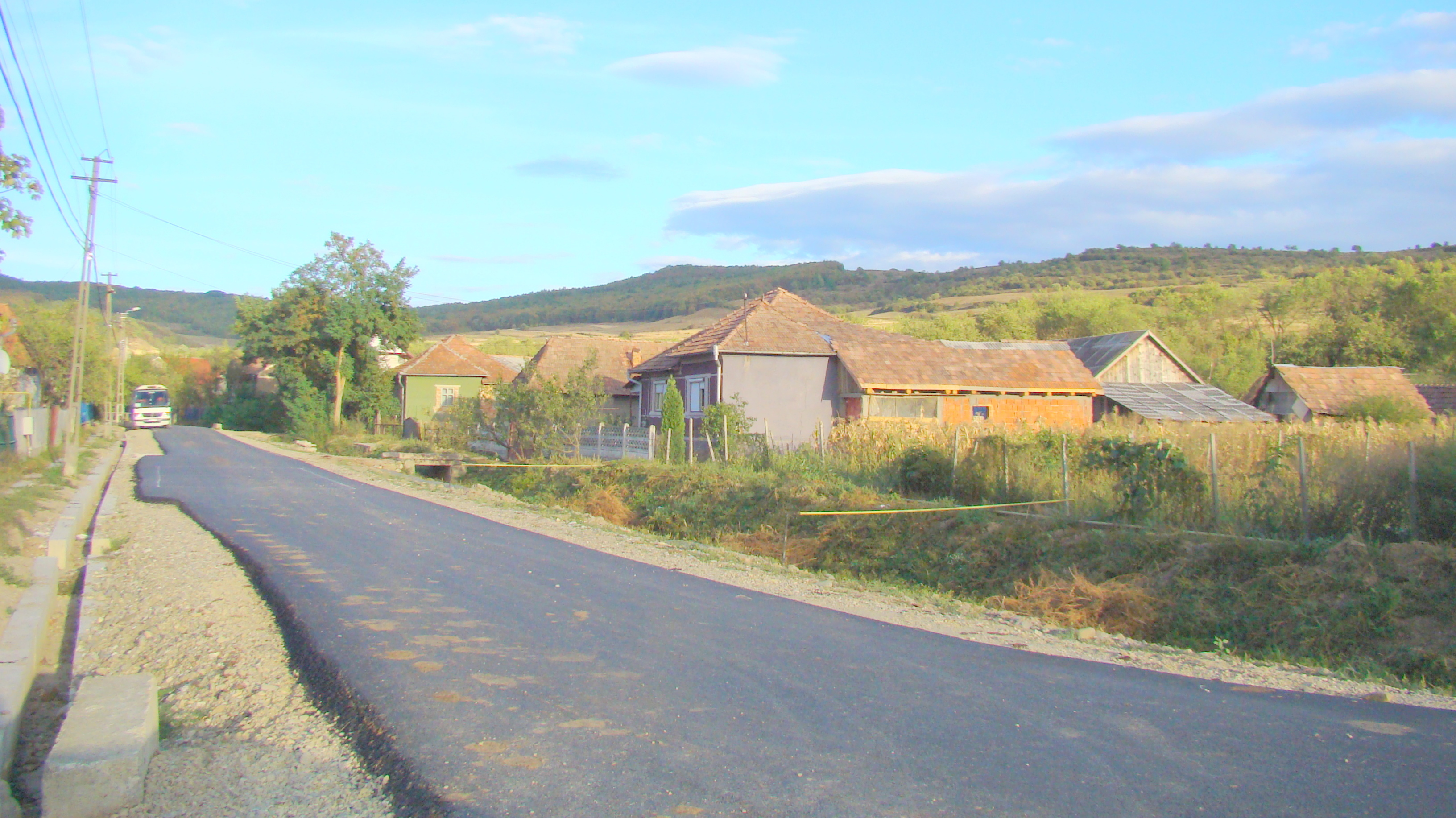
Satul Enciu
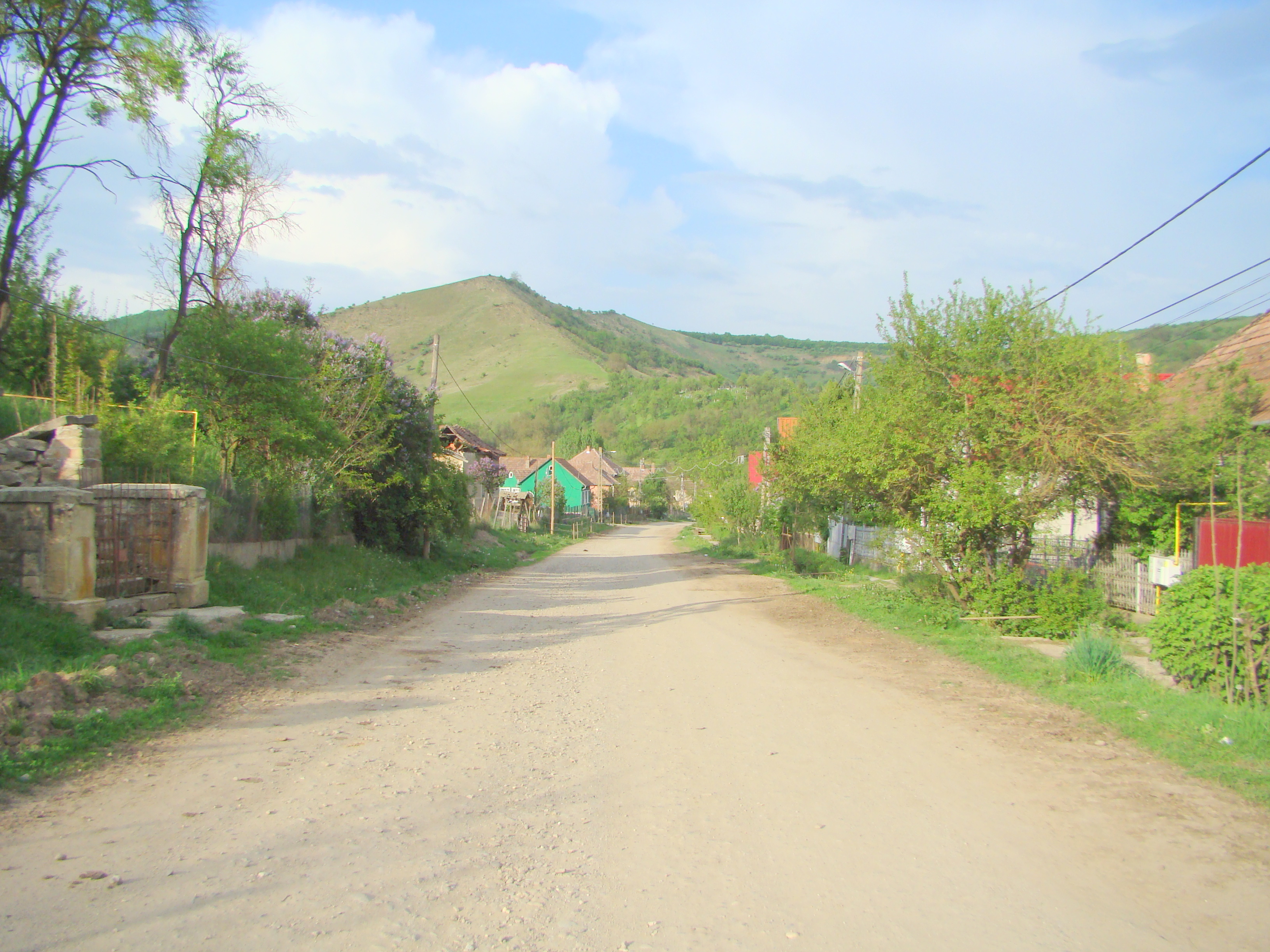
Satul Matei
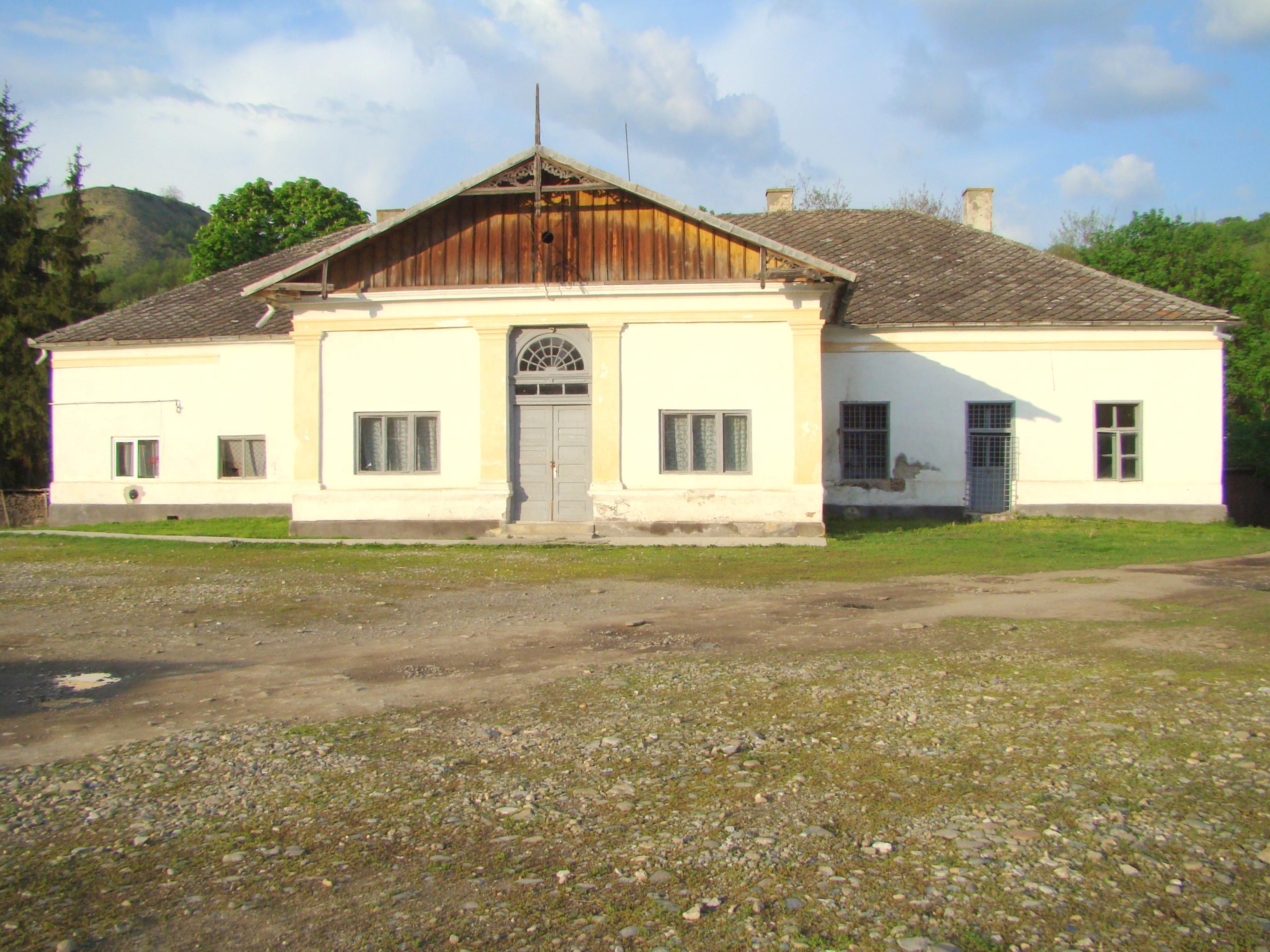
Castelul Haller, azi Primăria comunei Matei (monument istoric)
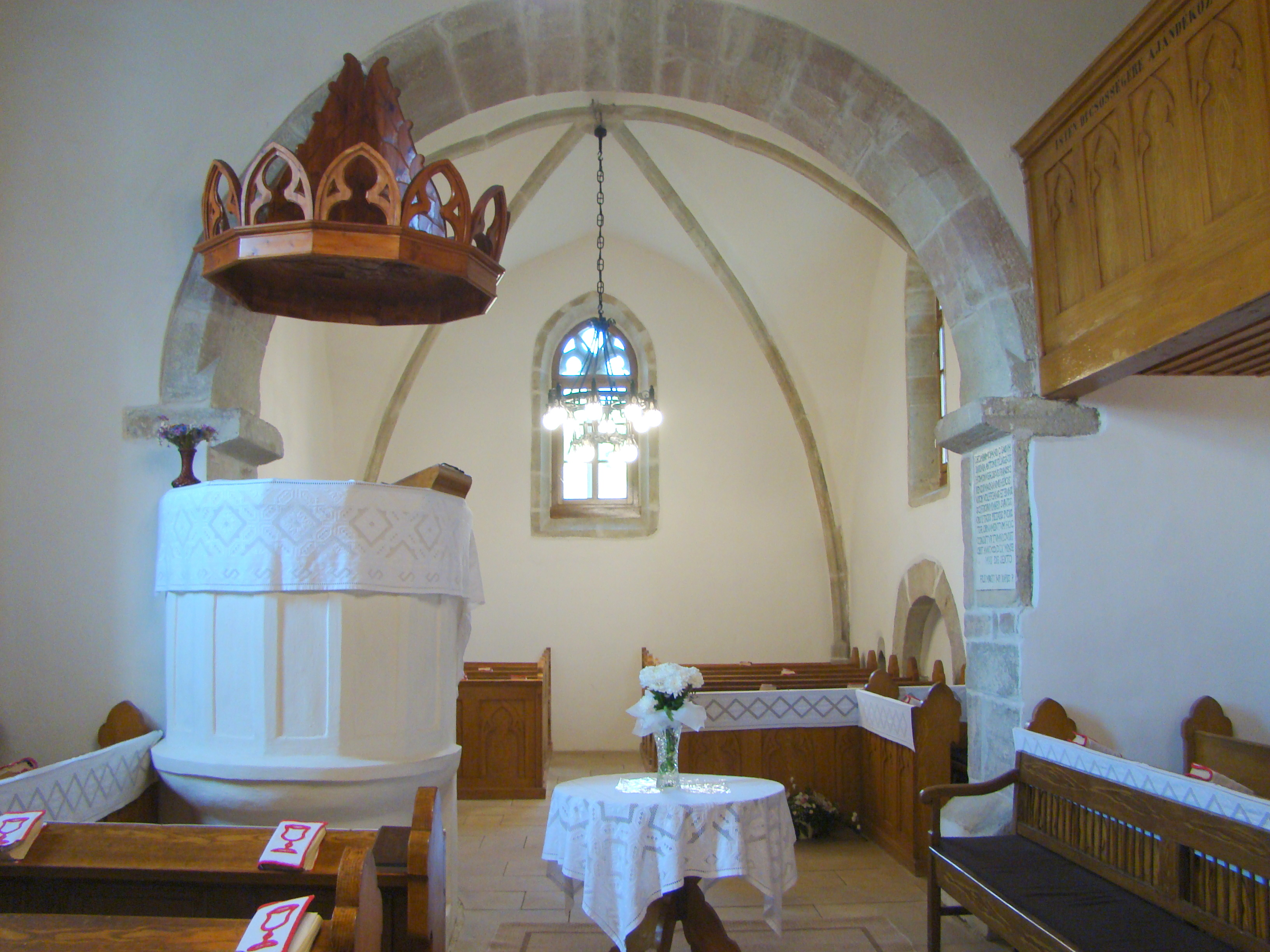
Biserica reformată din Matei (monument istoric)
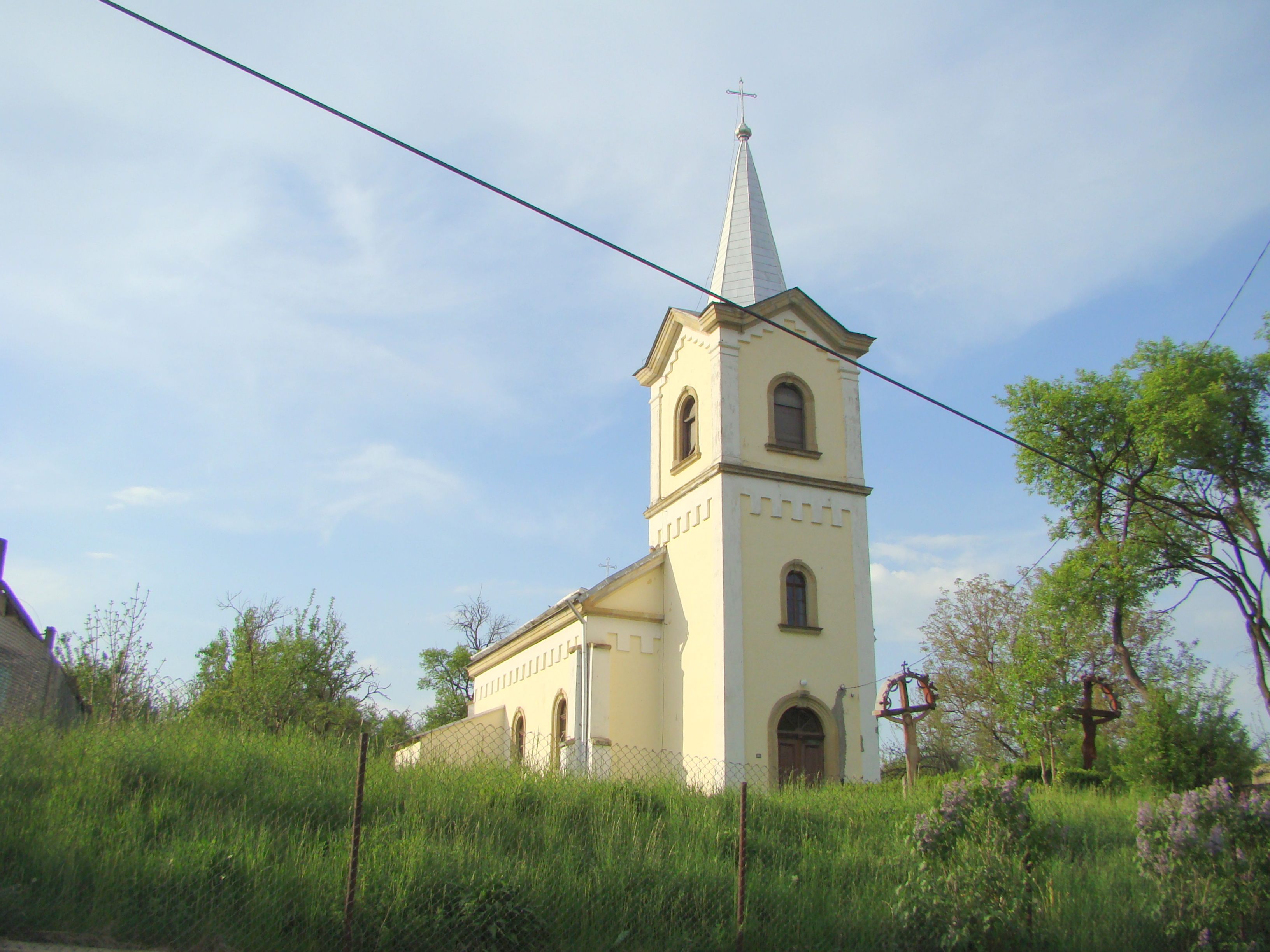
Biserica romano-catolică
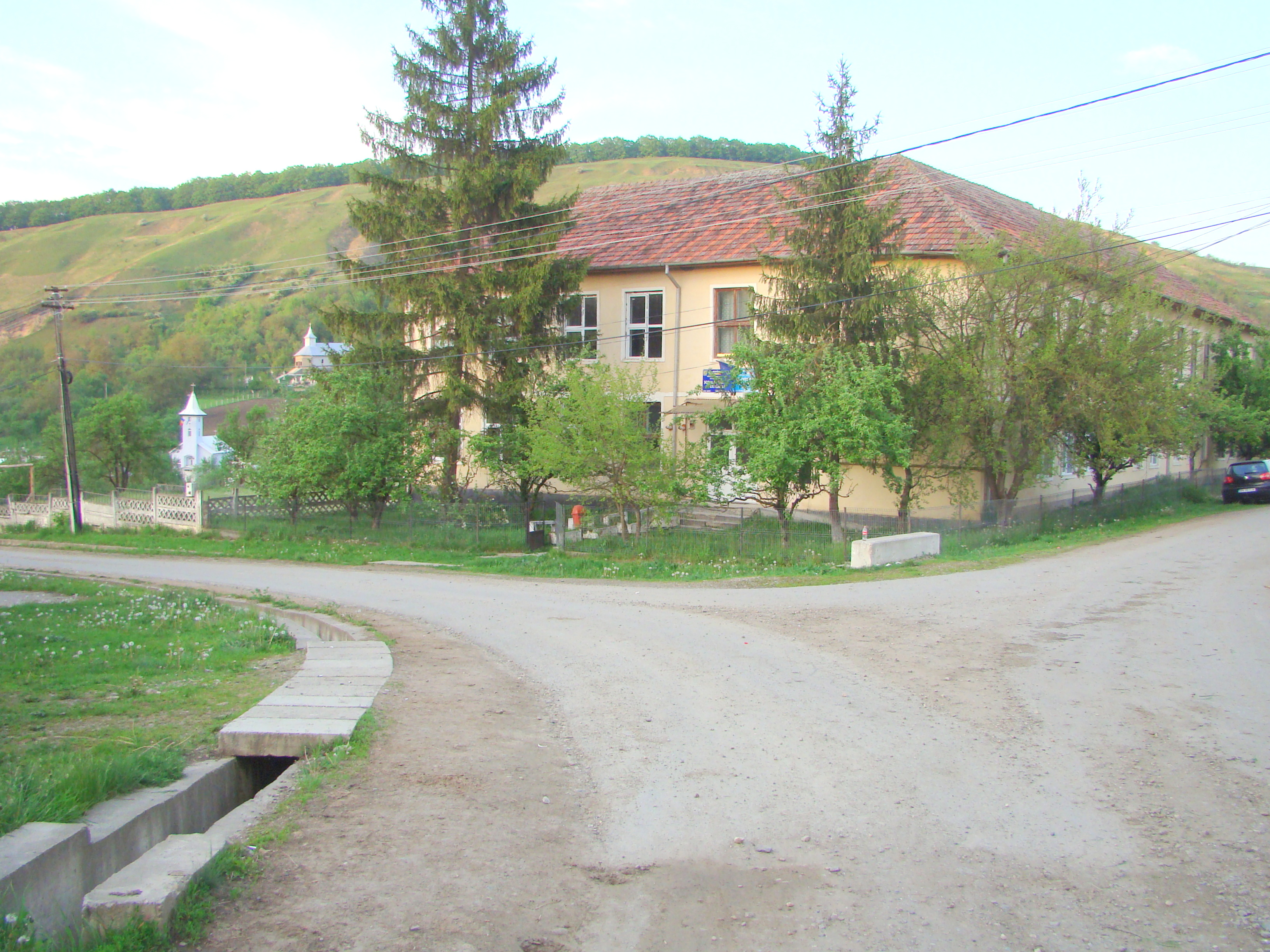
Satul Fântânele
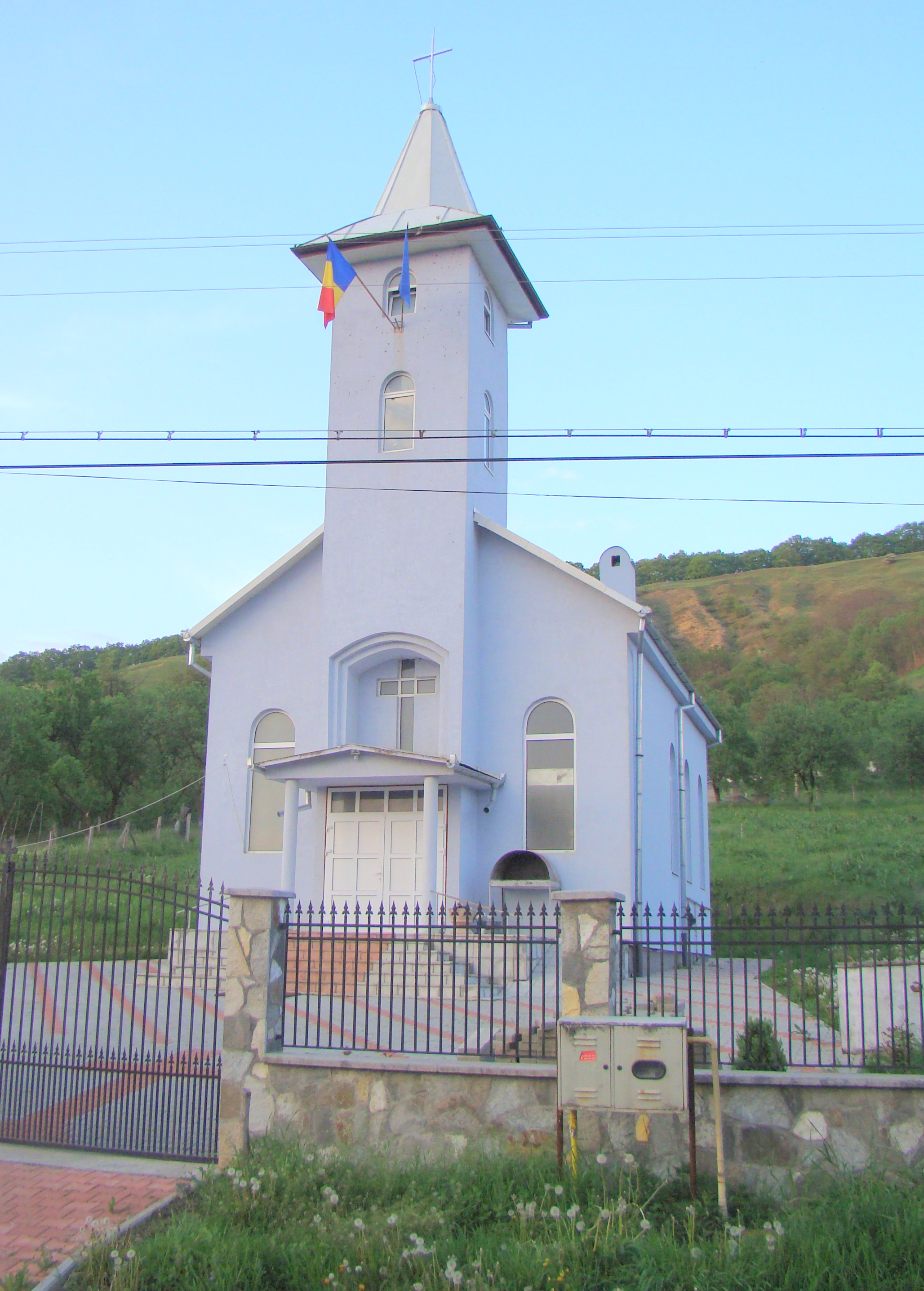
Biserica greco-catolică
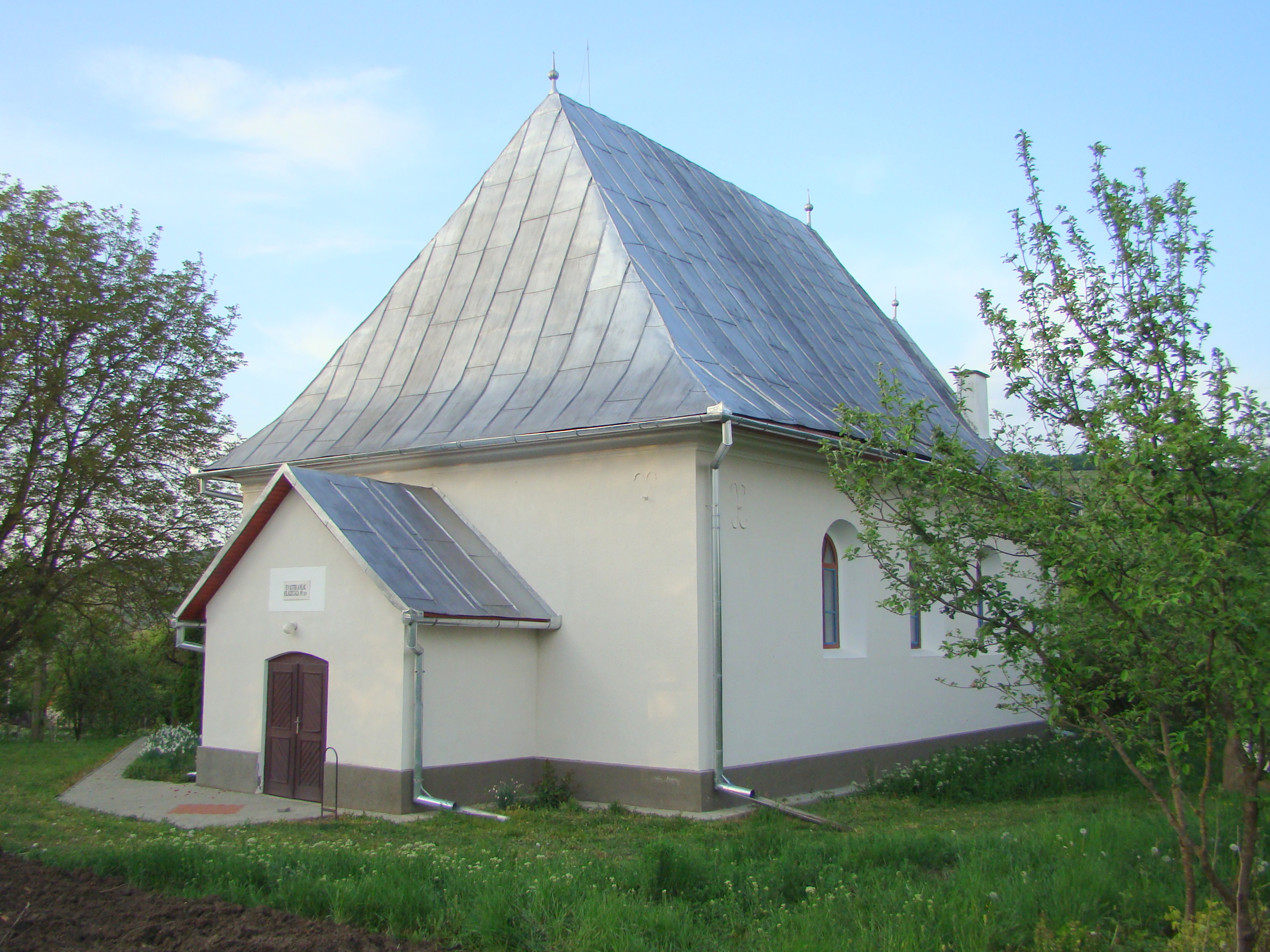
Biserica reformată (monument istoric)
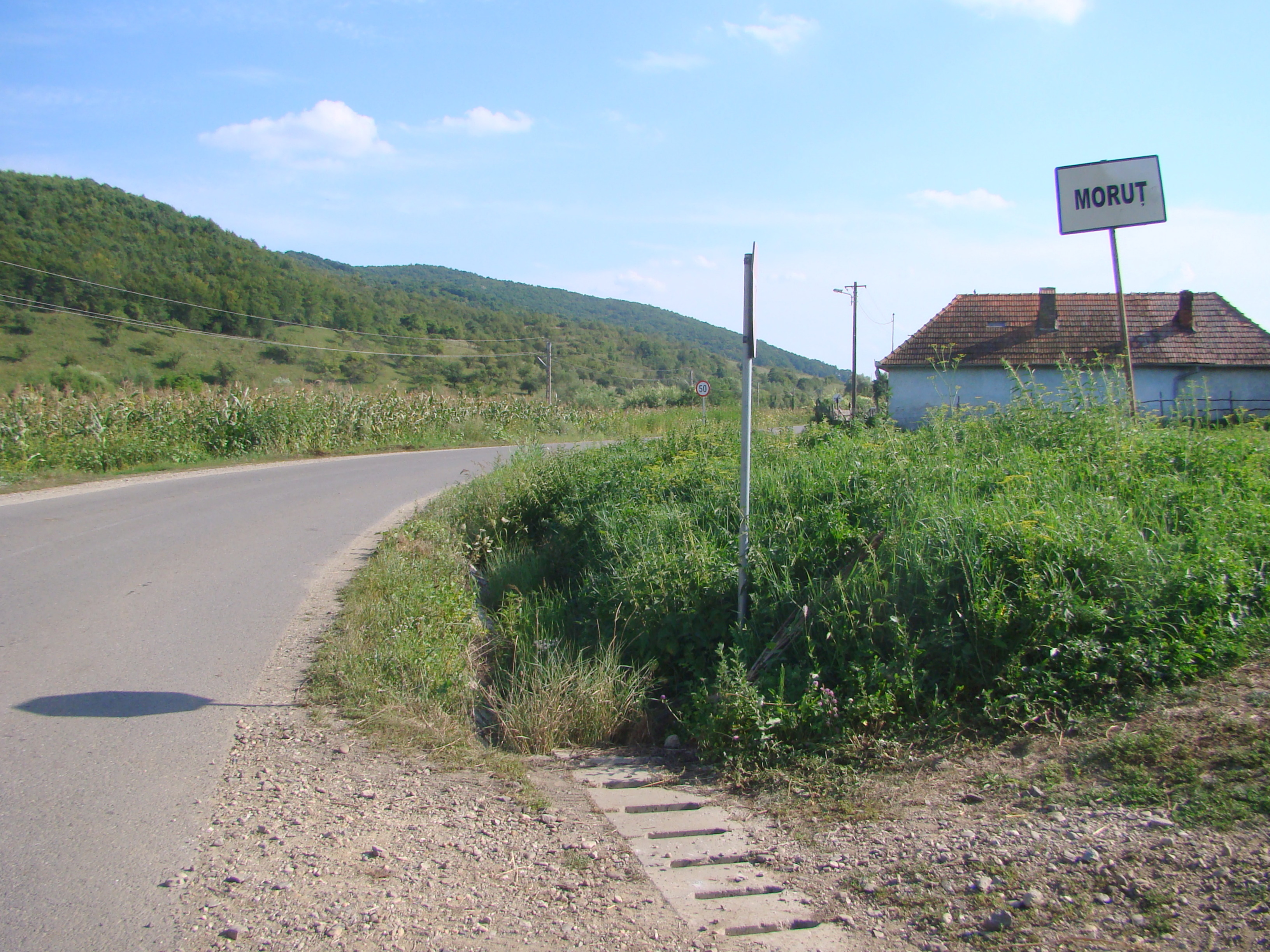
Satul Moruț
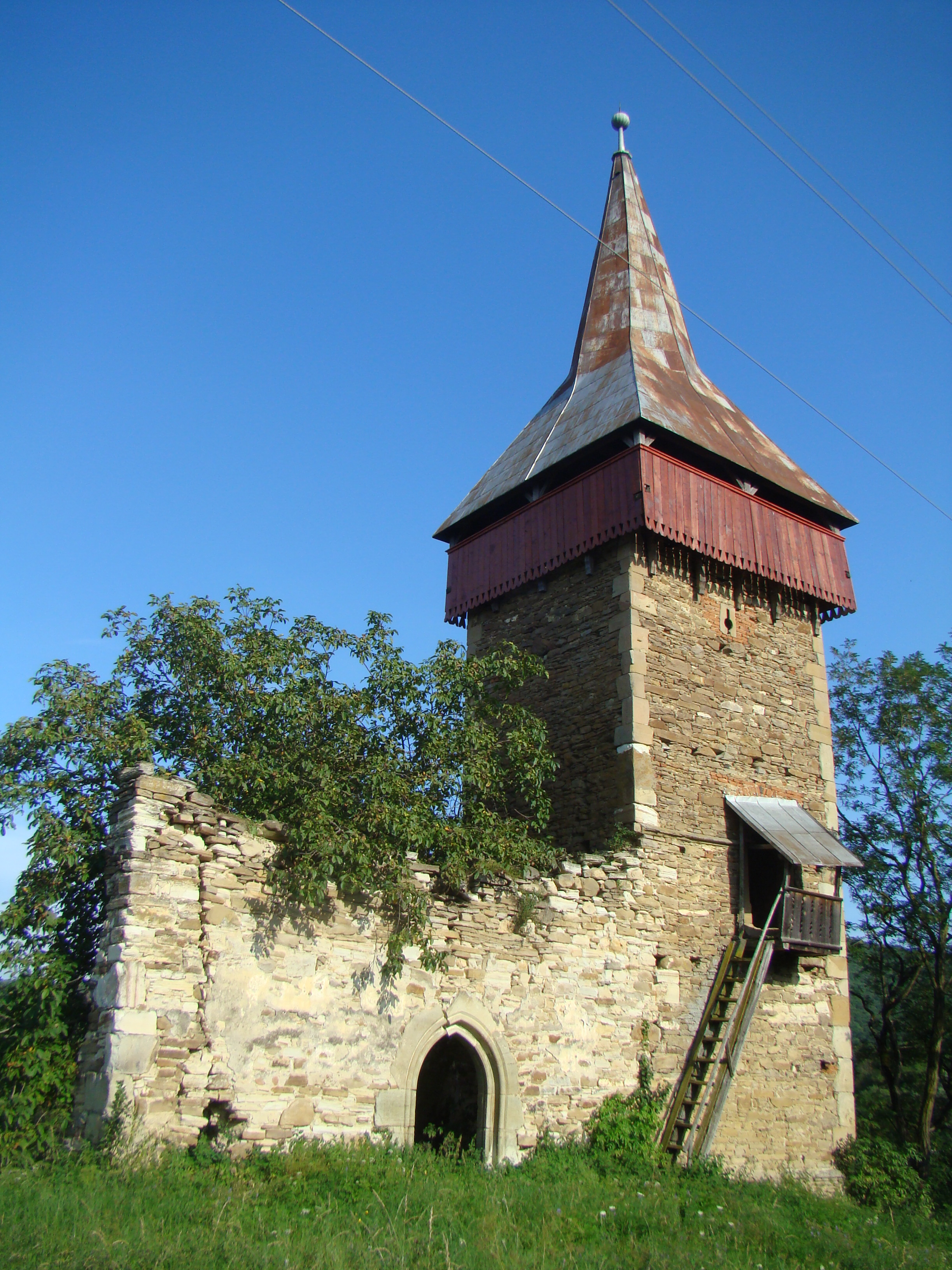
Biserica evanghelică (turnul clopotniță și ruina navei bisericii evanghelice),